# Urruti
Francisco Javier González Urruticoechea, plus connu sous le nom de Urruti, est un ancien gardien de but espagnol né le 17 février 1952 à Saint-Sébastien (Pays basque, Espagne) et décédé à Esplugues de Llobregat le 24 mai 2001 dans un accident d'automobile. Il a principalement joué avec la Real Sociedad, le FC Barcelone ainsi que pour l'Espagne.

## Biographie
Il a été un des meilleurs gardiens de but du football espagnol et européen des années 1980.
Il commence sa carrière au Lengokoak, puis dans le Sanse (Club affilié à la Real Sociedad). L'année 1973 est celle de son début avec la première équipe de la Real Sociedad.
Il a joué comme gardien de but pendant 13 ans dans la première division de la Liga. Tout d'abord à la Real Sociedad, ensuite au Espanyol de Barcelone (club dans lequel il fut transféré pendant la saison 1977-1978) et finalement au FC Barcelone, club dans lequel il obtient ses meilleurs réussites professionnelles et tout son prestige.
En étant gardien de but du FC Barcelone il obtient le Trophée Zamora pour la saison 1983-1984. Il fut le meilleur gardien de l'année en encaissant 26 buts en 34 matches.

## Sélection nationale
Bien qu'il soit convoqué pour chaque rendez-vous de la sélection espagnole, la titularisation inconditionnelle de Luis Arconada lui permit seulement de jouer 5 matches comme titulaire, pendant lesquels il encaissa 6 buts.
Il débuta à Gijon le 29 mars 1978 pour le match Espagne 3-0 Norvège.
Il joua son dernier match comme international à Copenhague le 21 mai 1980 pour le match Danemark 2-2 Espagne.
Il fut également présent pendant les Mondiaux d'Argentine 1978, Espagne 1982 et Mexique 1986 même s'il ne joua aucun match. Il participa à l'Euro 1980 en Italie, mais en tant que remplaçant et n'eut pas non plus sa chance.

## Carrière
- 1973-1978 : Real Sociedad ( Espagne)
- 1978-1981 : Espanyol Barcelone ( Espagne)
- 1981-1987 : FC Barcelone ( Espagne)[1]

## Palmarès
- Coupe du Roi en 1981, 1983, 1988 (FC Barcelone)
- Championnat d'Espagne en 1985 (FC Barcelone)
- Coupe d'Europe des vainqueurs de coupes en 1982 (FC Barcelone)
- Supercoupe d'Espagne en 1984 (FC Barcelone)
- Coupe de la Ligue en 1982 et 1986 (FC Barcelone)

## Distinctions personnelles
- Trophée Zamora : 1984.
- Prix Don Balón de Meilleur joueur espagnol : 1981.